# Jubaira Bachmann
Jubaira Bachmann, née le 5 février 1978 aux Philippines, est une animatrice de télévision suisse.

## Biographie
Jubaira Bachmann grandit à Lucerne. Elle travaille dans le journalisme et le management musical avant de devenir en 1999 présentatrice et rédactrice de VIVA Schweiz, où elle a sa propre émission, Jubaira, jusqu'en 2005. 
En 2006, elle présente le vote de la Suisse au Concours Eurovision de la chanson. En 2007, elle devient directrice musicale de VIVA. En 2009, elle est directrice des programmes de MTV en Suisse puis dirige la chaîne l'année suivante.
Elle part au bout d'un an au moment de la restructuration de la chaîne et crée son entreprise de consultation sur les médias puis ouvre un restaurant.

## Source de la traduction
- (de) Cet article est partiellement ou en totalité issu de l’article de Wikipédia en allemand intitulé « Jubaira Bachmann » (voir la liste des auteurs).